# Інститут матеріалів, мінералів та гірничої справи
Інститут матеріалів, мінералів та гірничої справи (англ. The Institute of Materials, Minerals and Mining) — один з найдавніших інженерних закладів Великої Британії.
Його попередником був Інститут гірничої справи і металургії (англ. Institution of Mining and Metallurgy), відкритий
1869 року. Цей вищий навчальний заклад двічі одержував королівський статут: у 1899 та 1975 роках, останню реформа відбулась 2002 року.